# Basiskwaliteit Natuur
Basiskwaliteit Natuur is een in Nederland voorgestelde minimale vereiste waaraan condities van een landschap moeten voldoen om een gewenst niveau van bij dat landschap passende biodiversiteit duurzaam in stand te houden. Drie factoren zijn hierbij leidend: de milieucondities, de inrichting van het landschap en het beheer van het landschap.
Het uitgangspunt is dat algemeen voorkomende soorten planten en dieren niet in aantal achteruit mogen gaan door negatieve menselijke invloeden, of daar waar dat al is gebeurd populaties kunnen herstellen.

## Ontstaan
Het begrip Basiskwaliteit Natuur werd voor het eerst genoemd in een artikel in De Levende Natuur met de titel ‘Op weg naar een basiskwaliteit voor natuur’ R.Kwak et al (2018). De auteurs stellen in het artikel vast dat er in Nederland veel aandacht is voor dieren die met uitsterven worden bedreigd, maar dat een ander probleem daardoor ondersneeuwt: ook veel algemene soorten zijn in een vrije val terecht gekomen. De kwaliteit van de leefomgeving is kennelijk niet meer toereikend om populaties van deze algemene soorten in stand te houden. Om deze trend te stoppen en populaties te laten herstellen, schrijven de auteurs dat minimaal een basiskwaliteit voor natuur nodig is, ook buiten de aangewezen natuurgebieden.
Het gedachtegoed van Basiskwaliteit is door Vogelbescherming Nederland landelijk gelanceerd op 21 april 2021 tijdens het Symposium Basiskwaliteit Natuur, voorwaarde voor herstel!  . Hier werd het begrip Basiskwaliteit toegelicht door prominente politici en wetenschappers elk vanuit hun eigen werkveld. Basiskwaliteit is uitgebreid uitgewerkt voor alle Nederlandse landschappen in het boek Nederlandse vogels in hun Domein, R.Kwak & J.Louwe Kooijmans (2021).

## Totstandkoming
Om Basiskwaliteit natuur te realiseren is een set van landschappelijke condities noodzakelijk op drie niveaus. Deze zijn:

### Abiotisch milieu van het landschap
Deze groep van condities omvat de kwaliteit van bodem, water en lucht. In feite gaat het om de milieucondities als drager van het ecologische systeem op landschapsschaal. Het watersysteem in al zijn facetten– kwaliteit, kwantiteit, regenwater, oppervlaktewater en grondwaterstand – is, in combinatie met geomorfologie en bodem, de eerste plaatsgebonden randvoorwaarde van het leefgebied voor planten en dieren. Daarnaast is ook de chemische belasting met nutriënten zoals stikstof en fosfaat en met synthetische stoffen waaronder bestrijdingsmiddelen een belangrijke component.

### Inrichting van het landschap
Hoe het landschap eruitziet, hoe het is ingericht, levert een tweede set van condities. Welke vorm van grondbestemming – landbouw, bebouwing, bos, moeras, water – is aanwezig en welke bij het type landschap horende landschapselementen, zoals houtwallen, sloten, bermen en bosjes, zijn er te vinden en in welke mate? Wat is de gewaskeuze in de akkerbouw? Wat voor soort grasland is er, kruidenrijk grasland of monotoon raaigras? Hoeveel groen is er in een woonwijk, en bestaat dat groen uit inheemse bomen en struiken? Al deze kwaliteiten van een landschap bepalen in hoge mate welke planten en dieren er kunnen voorkomen, zowel boven als onder de grond.

### Beheer en gebruik van het landschap
Na milieu en inrichting, komen beheer en gebruik in beeld. Hoe gaan we om met het landschap? Is er sprake van ecologisch duurzaam of intensief agrarisch gebruik? Is er ecologisch bermbeheer? In een gebied dat voldoet aan deze Basiskwaliteit zullen gewone soorten algemeen voorkomen en zal een basisdiversiteit aan planten- en diersoorten en dus ook vogels te vinden zijn. De populaties van deze soorten zullen daar duurzaam blijven voortbestaan zolang wordt voldaan aan de vereiste condities voor Basiskwaliteit.

## Toekomst
Naar aanleiding van een breed gesteunde motie in de Tweede Kamer van Tjeerd de Groot (D66) heeft de minister van LNV, Carola Schouten, besloten Basiskwaliteit Natuur toe te voegen aan Nederlands natuurbeleid. Met name om te voorkomen dat algemeen voorkomende soorten achteruitgaan.
Om te onderzoeken hoe Basiskwaliteit in Nederland gerealiseerd kan worden, is in opdracht van het Ministerie van Landbouw, Natuur en Voedselkwaliteit het rapport Op weg naar Basiskwaliteit Natuur, Biesmeijer, J.C. et al. (in prep.) geschreven. Dit wordt oktober 2021 aangeboden aan de Tweede Kamer.